# Kerr Batch
Kerr Batch (Namensvariante Sinchu Demba) ist eine Ortschaft im westafrikanischen Staat Gambia.
Nach einer Berechnung für das Jahr 2013 leben dort etwa 68 Einwohner, das Ergebnis der letzten veröffentlichten Volkszählung von 1993 betrug 45.

## Geographie
Kerr Batch liegt am nördlichen Ufer des Gambia-Fluss in der Central River Region, Distrikt Nianija. Der Ort liegt rund acht Kilometer südwestlich von Nyanga Bantang entfernt, das an der North Bank Road liegt.

## Kultur und Sehenswürdigkeiten
Der Ort ist wegen der Steinkreise von Kerr Batch, das neben den Steinkreisen auch einen V-förmigen Stein beinhaltet, bekannt. Die Formation bei Kerr Batch ist als Weltkulturerbe anerkannt. Den Steinen ist das Kerr Batch Stone Circles Museum gewidmet.